# Julián Espina
Julián Espina (Gijón, España, 1964) es un obispo católico sedevacantista español, por lo que forma parte de la Iglesia Católica de Roma. Al formar parte del sedevacantismo, afirma la vacancia de la Sede Apostólica de Roma, al sostener que los Pontífices reinantes desde el Concilio Vaticano II (Juan XXIII, Pablo VI, Juan Pablo I, Juan Pablo II, Benedicto XVI, Francisco y León XIV) han defendido y propagado herejías promulgadas por dicho Concilio, en sus Declaraciones y Documentos, tales como "Nostra Aetate", "Unitatis Redintegratio", "Lumen Gentium", entre otras. Esta postura no debe ser confundida con los lefebvristas, que aunque no aceptan el Concilio Vaticano II, no consideran al Papa, un antipapa.

## Vida
Hijo de Carlos Espina Rawson y María Magdalena Leupold Carbó, a los 4 años Espina se mudó con su familia a Argentina cuando cambió el destino diplomático de su padre, cónsul a partir de 1956 en representación del gobierno de facto de la autoproclamada de la Revolución Libertadora.
Después del servicio militar entró en el seminario para sacerdotes Nuestra Señora Corredentora, perteneciente a la Hermandad Sacerdotal San Pío X, ubicado en La Reja, partido de Moreno, Provincia de Buenos Aires. Aunque tiempo después se alejó del lefebvrismo . Hoy vive en El Retiro Molinari, un pueblo cercano a la ciudad de Cosquín, en Córdoba, Argentina.

## Casos
El grupo alrededor de Espina cobró importancia mediática por primera vez en el año 1996, cuando intentó obstaculizar la proyección de la película La última tentación de Cristo, en la Universidad Nacional de Córdoba.
En 2004 el grupo se manifestó violentamente en contra de una exposición de arte en la municipalidad de Córdoba, siendo la causa un dibujo de un artista argentino que mostró a la Virgen María copulando con el Espíritu Santo. La exposición fue cancelada por el incidente y dos funcionarios municipales fueron suspendidos por Luis Juez, que es católico creyente.
En junio de 2007 el grupo, junto con un conocido barrabrava del Club Atlético Belgrano, destruyó prácticamente todas las obras de un dibujante cordobés en una exposición de un centro cultural. La causa fueron dos dibujos satíricos: en uno el pesebre de una escena navideña fue reemplazado por un televisor, en la otra una virgen María es siendo orinada por ángeles. Espina y sus seguidores fueron detenidos, pero recuperaron la libertad horas más tarde. El caso fue uno de los temas principales en varios medios argentinos.
En octubre de 2007 el grupo obstaculizó una exposición de la Universidad Nacional de Córdoba respecto a la libertad de expresión, tratando de impedir el ingreso de visitantes. La causa fueron las mismas imágenes satíricas que en los dos casos anteriores. Espina fue denunciado posteriormente.